# Vento d'Africa
Vento d'Africa è un film del 1949 diretto da Anton Giulio Majano, futuro maestro dello sceneggiato televisivo italiano, qui al suo esordio come regista cinematografico.

## Trama
La storia riprende gli accadimenti dell'eccidio di Mogadiscio dell'11 gennaio 1948, quando 55 italiani furono torturati e massacrati, senza che i militari inglesi si sentissero in dovere di intervenire.

## Produzione
Nato da un soggetto di Fulvio Palmieri, il film fu prodotto dalla Mayor Film di Aldo Raciti, e girato per gli interni nei piccoli studi della Capitani a via degli Avignonesi 32 a Roma, gli stessi dove furono girate alcune scene di Roma città aperta. Girato nell'estate del 1948.
Nel film, ambientato in Somalia, appare per la prima volta, come protagonista femminile, l'attrice e soubrette Franca Maj, prima moglie di Majano.

## Distribuzione
La pellicola venne distribuita nel circuito cinematografico italiano il 3 aprile del 1949.

## Incassi
Incasso accertato a tutto il 31 dicembre 1952: 16.250.000 lire dell'epoca.